# SummerSlam (2016)
SummerSlam (2016) foi um evento de wrestling profissional produzido pela WWE e transmitido em formato pay-per-view e pelo WWE Network e contou com lutadores das marcas Raw e SmackDown. O evento ocorreu em 21 de agosto de 2016 no Barclays Center, no Brooklyn, bairro da cidade de Nova Iorque. Foi o vigésimo nono evento sob a cronologia SummerSlam, o segundo SummerSlam consecutivo neste local em particular, e o primeiro evento após a reintrodução da extensão da marca.
Doze lutas foram disputadas no evento, incluindo três lutas no pré-show. Na luta principal, Brock Lesnar derrotou Randy Orton por nocaute técnico. Em outras lutas marcantes, "The Demon King" Finn Bálor derrotou Seth Rollins para se tornar o Campeão Universal da WWE inaugural, Dean Ambrose derrotou Dolph Ziggler para reter o WWE World Championship e AJ Styles derrotou John Cena em uma luta individual que mais tarde foi eleita a "Luta do ano".

## Produção

### Conceito
SummerSlam é um pay-per-view anual, produzido todo mês de agosto pela WWE desde 1988. Chamado de "A Maior Festa do Verão", é um dos quatro pay-per-views originais da promoção, junto com a WrestleMania, Royal Rumble e Survivor Series, apelidados de "Big Four". É considerado o segundo maior evento da WWE, atrás da WrestleMania. O evento de 2016 foi o vigésimo nono evento na cronologia SummerSlam e contou com lutadores das marcas Raw e SmackDown, sendo o primeiro pay-per-view a ocorrer após a reintrodução da divisão de marcas no mês anterior. Foi também o primeiro pay-per-view a apresentar o WWE Universal Championship, após sua criação para o Raw no mês anterior, após o WWE World Heavyweight Championship se tornar exclusivo do SmackDown e renomeado para WWE World Championship (e então WWE Championship em dezembro).

### Rivalidades
O evento apresentou doze lutas, incluindo três no pré-show, que resultaram de enredos roteirizados, onde os lutadores retratavam vilões, heróis ou personagens menos distinguíveis em eventos roteirizados que criaram tensão e culminaram em uma luta ou série de lutas, com resultados pré-determinados pelos escritores da WWE, enquanto as histórias foram desenvolvidas nos principais programas de televisão da WWE, Monday Night Raw e SmackDown Live.
Em 5 de junho, a WWE concedeu a Brock Lesnar uma "oportunidade única" de retornar à competição de artes marciais mistas no UFC 200 em 9 de julho, ao mesmo tempo em que confirmou que Lesnar competiria no SummerSlam. No episódio de 7 de julho do SmackDown, o oponente de Lesnar no SummerSlam foi anunciado como Randy Orton, que estava voltando de uma lesão. A WWE classificou a luta como "15 anos em formação". Em 15 de julho, a WWE confirmou que a luta ainda estaria ocorrendo, apesar de uma notificação da USADA em relação a luta de Lesnar no UFC, decorrente de uma amostra fora da competição coletada em 28 de junho, que deu positivo para uma substância proibida. Uma segunda amostra obtida na competição em 9 de julho também foi testada positiva para a mesma substância proibida, que se acredita ser o hidroxi-clomifeno, descoberta na amostra anterior. Em 26 de julho, a WWE confirmou que Lesnar não enfrentaria qualquer ação disciplinar da WWE, pois ele está isento da Política de Bem-Estar da WWE devido ao seu status de lutador em tempo parcial. Orton voltou no Battleground como convidado no talk show de Chris Jericho o "The Highlight Reel". Orton disse que ele só precisava de um RKO para derrubar Lesnar e também falou dos testes de drogas fracassados de Lesnar. No episódio de 1 de agosto do Raw, o porta-voz de Lesnar, Paul Heyman, proclamou que Orton nunca seria capaz de executar seu finisher em Lesnar quando Orton apareceu de repente e atacou Lesnar com um RKO. Lesnar posteriormente atacou Orton com um F-5 durante sua luta contra Fandango no SmackDown na noite seguinte. No último Raw antes do SummerSlam Lesnar e Heyman fizeram outra promo sobre Orton até que Heath Slater os interrompeu, com o objetivo de ganhar um contrato com a WWE (já que ele não foi escolhido no draft da WWE) confrontando Lesnar. Lesnar atacou Slater com um F-5 para enviar uma mensagem a Orton. Slater enfrentou Orton na noite seguinte no SmackDown para ganhar um contrato. Orton foi desqualificado intencionalmente, zombando de Lesnar antes de atacar Slater com um RKO.
Após ser convocado para o SmackDown durante o Draft, Dean Ambrose, reteve o WWE World Championship no Battleground contra os recrutados do Raw, Roman Reigns e Seth Rollins, em uma luta Triple Threat, deixando o Raw sem um título mundial. Posteriormente, Stephanie McMahon e Mick Foley anunciaram um novo título mundial, o WWE Universal Championship, na noite seguinte no Raw para servir como o título da marca. Foi então anunciado que o campeão inaugural seria coroado no SummerSlam em uma luta individual; Seth Rollins, foi qualificado automaticamente para aquela luta, enquanto seu oponente foi determinado por duas lutas Fatal 4-Way naquela noite, com os vencedores lutando entre si em uma luta individual. Finn Bálor venceu a primeira luta ao derrotar Cesaro, Kevin Owens e Rusev, enquanto Reigns venceu a segunda ao derrotar Chris Jericho, Sami Zayn e Sheamus. Bálor então derrotou Reigns e foi adicionado à luta pelo título no SummerSlam. Bálor e Rollins se confrontaram na semana seguinte, ambos prometendo vencer no SummerSlam. Rollins então tentou atacar Bálor, mas Bálor contra-atacou, forçando Rollins a recuar. Duas semanas depois, o alter ego de Bálor, "The Demon King", confrontou Rollins depois que Rollins o chamou.
No episódio de 26 de julho do SmackDown, um Six-Pack Challenge envolvendo John Cena, Bray Wyatt, AJ Styles, Dolph Ziggler, Baron Corbin e Apollo Crews foi realizado para determinar o candidato #1 ao WWE World Championship no SummerSlam. Ziggler venceu a luta ao imobilizar Styles. Na semana seguinte, após Dean Ambrose duvidar da habilidade de Ziggler, Wyatt atacou Ziggler e o desafiou por sua chance pelo título. Ziggler aceitou e derrotou Wyatt. Na semana seguinte, depois que Ambrose e Ziggler se uniram para derrotar Wyatt e Erick Rowan, Ambrose aplicou um Dirty Deeds em Ziggler. Ziggler respondeu atacando Ambrose com um superkick no "Miz TV" no SmackDown antes do SummerSlam.
No Battleground, Sasha Banks recrutou Bayley do NXT como sua parceira misteriosa para derrotar a Campeã Feminina da WWE Charlotte e Dana Brooke em uma luta de duplas quando Sasha fez Charlotte se submeter. Isso rendeu a Sasha uma luta pelo título contra Charlotte na noite seguinte no Raw, na qual ela novamente fez Charlotte se submeter para vencer o título. Charlotte invocou sua cláusula de revanche cinco dias depois para enfrentar Sasha pelo título no SummerSlam. Na semana seguinte, um confronto entre as duas foi interrompido por Chris Jericho e Enzo Amore, resultando em uma luta de duplas mistas, que Charlotte e Jericho venceram. Na edição de 8 de agosto do Raw, Sasha Banks derrotou Brooke, resultando em Dana sendo banida do entorno do ringue no SummerSlam.
Após a já mencionada luta de duplas mistas, Chris Jericho atacou Enzo Amore até que Big Cass apareceu para ajudar seu parceiro. Mais tarde no evento, Kevin Owens disse a Jericho que ele vigiaria as costas de Jericho durante uma entrevista nos bastidores com Tom Phillips. Na semana seguinte, Jericho derrotou Amore por desqualificação quando Cass interferiu. Após a luta, Cass desafiou Owens e Jericho para uma luta de duplas no SummerSlam, que Owens e Jericho aceitaram.
Após a vitória de AJ Styles sobre John Cena no Money in the Bank, o The Club (Styles, Karl Anderson e Luke Gallows) começaram a atacar Cena até que Enzo Amore e Big Cass apareceram para ajudar Cena, criando uma dupla de trios para o Battleground. No evento, Cena, Amore e Cass derrotaram o The Club. Durante o draft, Amore, Cass, Anderson e Gallows foram transferidos para o Raw, enquanto Cena e Styles foram transferidos para o SmackDown, dividindo as duas equipes. No episódio de 2 de agosto do SmackDown, Styles desafiou Cena para outra luta no SummerSlam, que Cena aceitou. No episódio de 16 de agosto do SmackDown, depois de Cena derrotar Alberto Del Rio, Styles atacou Cena com um "Phenomenal Forearm", mas Cena retaliou com dois "Attitude Adjustment", incluindo um através da mesa dos comentaristas.
No SmackDown de 2 de agosto, Apollo Crews derrotou Baron Corbin e Kalisto em uma luta Triple Threat para ganhar uma luta pelo Intercontinental Championship contra The Miz no SummerSlam.
No Raw de 25 de julho, o The New Day estava comemorando no ringue por se tornarem os Campeões de Duplas da WWE com o reinado mais longo da história. Enquanto comemorava com um fã, Luke Gallows e Karl Anderson atacaram os três membros do New Day. Na semana seguinte no Raw, Big E e Kofi Kingston derrotaram Gallows e Anderson. Gallows e Anderson então atacaram todos os três membros do New Day, terminando com Gallows e Anderson puxando Big E na virilha para o poste do ringue, causando uma contusão na virilha de Big E. Em 8 de agosto, Xavier Woods e Kingston foram escalados para defenderem o WWE Tag Team Championship contra Gallows e Anderson no SummerSlam.
Depois de perder para Cesaro no Raw de 1º de agosto, Sheamus atacou Cesaro. No episódio de 8 de agosto do Raw, Cesaro derrotou Sheamus novamente, mas perdeu uma luta pelo United States Championship contra Rusev após interferência de Sheamus. No episódio de 15 de agosto do Raw, Cesaro distraiu Sheamus, custando-lhe uma luta contra Sami Zayn. Durante uma discussão que se seguiu, o Gerente Geral do Raw, Mick Foley, programou uma série melhor de sete entre os dois, com a primeira luta ocorrendo no SummerSlam. Em 19 de agosto, a luta foi movida para o pré-show do SummerSlam.
Eva Marie foi convocada para o SmackDown, mas várias circunstâncias a impediram de fazer sua estreia no ringue. No episódio de 16 de agosto, Eva Marie não apareceu em sua luta contra Naomi. Mais tarde naquela noite, Becky Lynch e Carmella derrotaram Natalya e Alexa Bliss; durante a luta, Marie apareceu na rampa de entrada. Naomi então apareceu e começou a perseguir Marie, passando o ringue em um ponto. Durante a confusão, Becky aplicou um "Dis-Arm-Her" em Natalya, que desistiu. Mais tarde, uma luta de trios foi marcada para o SummerSlam. Em 18 de agosto, Marie foi suspensa por 30 dias devido a uma violação da política de bem-estar da WWE, tirando-a da luta. A publicidade da WWE foi intencionalmente vaga sobre se a luta seria transformada em um handicap de três contra dois ou se Natalya e Alexa teriam uma terceira parceira.
No episódio de 16 de agosto do SmackDown, American Alpha, The Hype Bros e The Usos derrotaram Breezango, The Ascension e The Vaudevillains. Em 19 de agosto, uma revanche foi marcada para o pré-show do SummerSlam. No mesmo programa, Jon Stewart, que havia sido o apresentador convidado do SummerSlam no ano anterior, foi anunciado para retornar ao evento como um convidado especial.

### Luta cancelada
No Raw de 1º de agosto, após o Campeão dos Estados Unidos Rusev derrotar Mark Henry para reter o título, Roman Reigns confrontou Rusev. Na semana seguinte, Reigns interrompeu a celebração do casamento de Rusev e Lana e desafiou Rusev pelo título. Rusev recusou e os dois brigaram, fazendo com que Lana caísse em um bolo de casamento. Nos bastidores, Mick Foley disse que Rusev estaria defendendo seu título contra Reigns no SummerSlam. Mais tarde naquela noite, Rusev defendeu com sucesso seu título em uma luta contra Cesaro. Após a luta, Rusev foi atacado por Reigns com um Spear. Reigns derrotou Rusev em uma luta sem título na semana seguinte.

## Evento
| Função:                   | Nome:                                                 |
| ------------------------- | ----------------------------------------------------- |
| Comentaristas em inglês   | Michael Cole (Raw)                                    |
| Comentaristas em inglês   | Corey Graves (Raw/Evento Principal)                   |
| Comentaristas em inglês   | Byron Saxton (Raw/Evento Principal)                   |
| Comentaristas em inglês   | Mauro Ranallo (SmackDown/Evento Principal)            |
| Comentaristas em inglês   | John "Bradshaw" Layfield (SmackDown/Evento Principal) |
| Comentaristas em inglês   | David Otunga (SmackDown)                              |
| Comentaristas em espanhol | Carlos Cabrera                                        |
| Comentaristas em espanhol | Marcelo Rodríguez                                     |
| Comentaristas em espanhol | Jerry Soto                                            |
| Anunciadores de ringue    | Greg Hamilton (SmackDown)                             |
| Anunciadores de ringue    | JoJo (Raw)                                            |
| Árbitros                  | Jason Ayers                                           |
| Árbitros                  | Shawn Bennett                                         |
| Árbitros                  | Mike Chioda                                           |
| Árbitros                  | John Cone                                             |
| Árbitros                  | Dan Engler                                            |
| Árbitros                  | Darrick Moore                                         |
| Árbitros                  | Chad Patton                                           |
| Árbitros                  | Charles Robinson                                      |
| Árbitros                  | Ryan Tran                                             |
| Árbitros                  | Rod Zapata                                            |
| Entrevistadores           | Tom Phillips                                          |
| Entrevistadores           | Andrea D'Marco                                        |
| Entrevistadores           | Maria Menounos                                        |
| Painel do pré-show        | Renee Young                                           |
| Painel do pré-show        | Booker T                                              |
| Painel do pré-show        | Jerry Lawler                                          |
| Painel do pré-show        | Lita                                                  |

### Pré-show
Três lutas foram disputadas no pré-show do SummerSlam. Na primeira luta, American Alpha (Jason Jordan e Chad Gable), The Hype Bros (Zack Ryder e Mojo Rawley) e The Usos (Jey e Jimmy Uso) enfrentaram Breezango (Tyler Breeze e Fandango), The Ascension (Konnor e Viktor), e The Vaudevillains (Aiden English e Simon Gotch) em uma luta de sextetos. Jey Uso venceu a luta para seu time ao imobilizar Simon Gotch após um Samoan Splash.
Depois disso, Sami Zayn e Neville enfrentaram os Dudley Boyz (Bubba Ray Dudley e D-Von Dudley) em uma luta de duplas. No final, Zayn executou um Helluva Kick em Bubba Ray seguido por Neville executando um "Red Arrow" para o pinfall.
Em seguida, Sheamus lutou contra Cesaro na primeira luta da série melhor de sete. Sheamus venceu a luta com um "Brogue Kick" em Cesaro para o pinfall.

### Lutas preliminares
O pay-per-view começou com Enzo Amore e Big Cass enfrentando Chris Jericho e Kevin Owens. No clímax, Amore executou um diving DDT em Jericho mas Owens quebrou o pinfall. Owens e Jericho então realizaram um Pop-Up "Codebreaker" em Amore, com Jericho imobilizando Amore para a vitória.
Na segunda luta, Sasha Banks defendeu o WWE Women's Championship contra o Charlotte. No início da lutas, as duas tentaram aplicar suas respectivas submissões uma na outra, mas não tiveram sucesso. Em um ponto durante a luta, Charlotte tentou um "Natural Selection", mas Banks contra-atacou em um "Bank Statement". Charlotte finalmente executou um "Natural Selection" em Banks para uma contagem de dois. No final, Banks aplicou o "Bank Statement", no entanto Charlotte reverteu para um pinfall para vencer a luta e recuperar o título.
Em seguida, The Miz defendeu o Intercontinental Championship contra o Apollo Crews. A luta terminou quando The Miz evitou um "Stinger Splash" de Crews, permitindo que Miz executasse o "Skull Crushing Finale" para reter o título.
Na quarta luta, AJ Styles enfrentou John Cena. No início da luta, Styles rebateu um "Attitude Adjustment" em um Pelé Kick e executou um "Styles Clash" para uma contagem de dois, seguido por Cena executando um "Attitude Adjustments" em Styles para uma contagem de dois. Styles tentou um Springboard em Cena, que Cena rebateu em um STF. Seguiu-se uma troca de reversões do Calf Crusher de Styles e do STF de Cena. Styles executou um "Phenomenal Forearm" em Cena para uma contagem de dois. Cena executou um "Super Attitude Adjustment" em Styles para mais uma contagem de dois. Chocado, Cena tentou outro "Attitude Adjustment", mas Styles rebateu em um "Styles Clash". Depois de um segundo "Phenomenal Forearm", Styles derrotou Cena para vencer a luta. Depois da luta, Cena removeu sua braçadeira e colocou-a no centro do ringue antes de sair dos bastidores para uma ovação de pé da multidão.
Depois disso, Jon Stewart, atuando como um substituto para o ferido Big E, apresentou os Campeões de Duplas da WWE, The New Day (Kofi Kingston e Xavier Woods) para sua defesa do título contra Luke Gallows e Karl Anderson. Gallows e Anderson executaram um "Magic Killer" em Kingston, mas Stewart entrou no ringue e os distraiu. Gallows e Anderson então tentaram machucar a virilha de Stewart usando o poste do ringue quando Big E entrou correndo, fazendo o seu retorno, e atacou Gallows e Anderson, causando uma desclassificação. Gallows e Anderson venceram a luta, mas o The New Day manteve os títulos.
Na sexta luta, Dean Ambrose defendeu o WWE World Championship contra Dolph Ziggler. No final, Ambrose executou um "Dirty Deeds" em Ziggler para manter o título.
Depois disso, Becky Lynch, Naomi e Carmella foram escaladas para enfrentarem Natalya, Alexa Bliss e Eva Marie em uma luta de trios. Depois que Eva Marie foi declarada ausente, Nikki Bella foi apresentada como sua substituta. A luta terminou quando Nikki realizou um Forearm Smash em Carmella, que estava distraída por Natalya e Bliss, e executou um Fireman's Carry Cutter para vencer a luta para seu time.

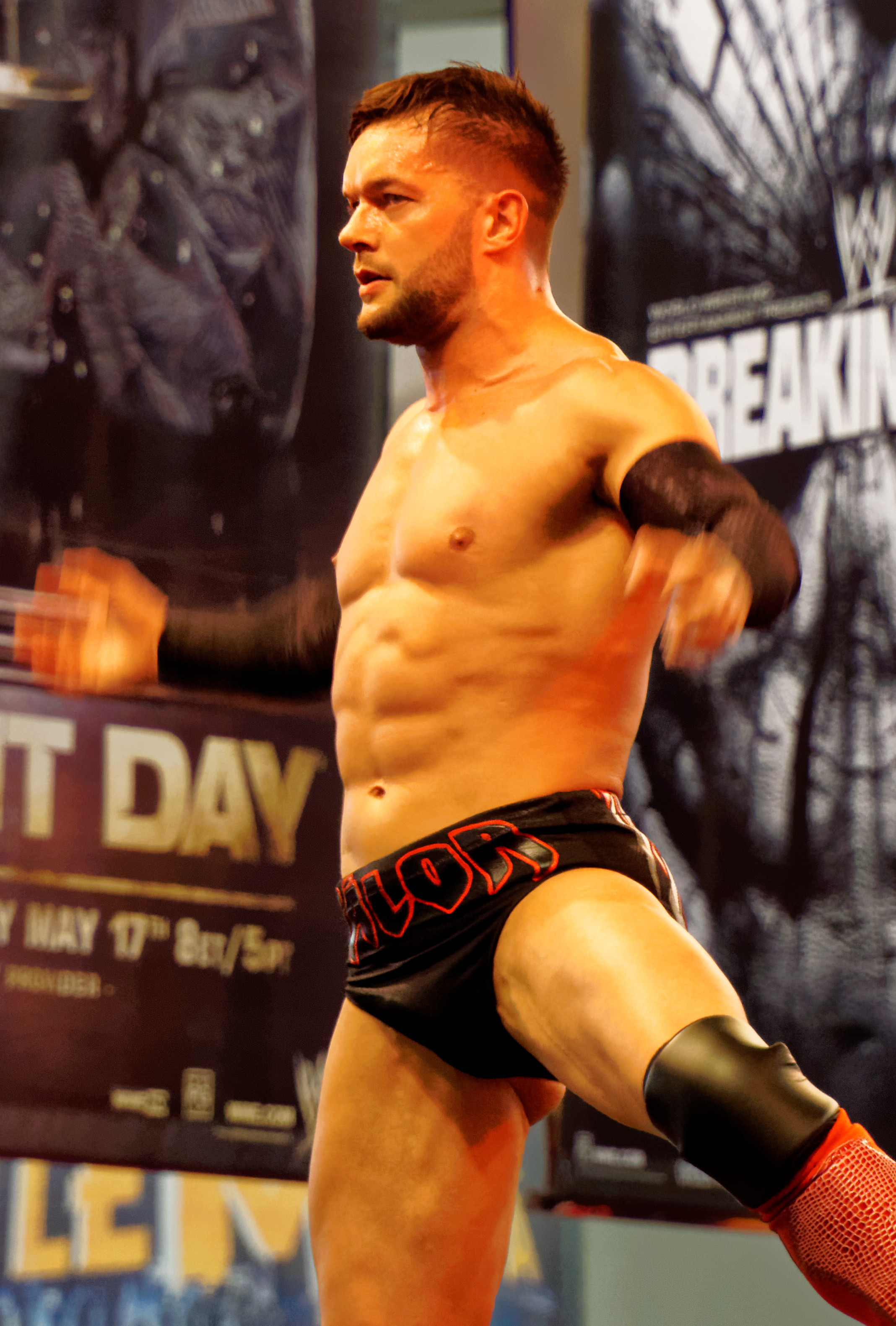
Finn Bálor derrotou Seth Rollins para se tornar o primeiro Campeão Universal da WWE.

Stephanie McMahon e Mick Foley então revelaram o novo cinturão do WWE Universal Championship no ringue. O campeão inaugural foi então determinado em uma luta entre "The Demon King" Finn Bálor e Seth Rollins. A luta terminou com Bálor executando um "Coup de Grace" em Rollins para se tornar o campeão inaugural.
Em seguida, Rusev foi escalado para defender o United States Championship contra Roman Reigns. No entanto, antes de a luta começar oficialmente, Rusev atacou Reigns, resultando em uma briga. Enquanto os árbitros tentavam separar os dois, Reigns atingiu Rusev com uma cadeira. Finalmente, Rusev foi declarado incapaz de competir. Depois que o anúncio foi feito, Reigns atacou Rusev com um Spear.

### Evento principal
Na luta principal, Brock Lesnar lutou contra Randy Orton. Durante a luta, Lesnar jogou Orton para fora da barricada através de uma mesa de transmissão. Orton executou um RKO no topo de outra mesa de transmissão. Orton carregou Lesnar de volta ao ringue e executou um DDT da segunda corda. Orton então executou um segundo RKO para uma contagem de dois. Enquanto Orton tentava um punt kick, Lesnar rebateu com um F-5 para uma contagem de dois. Lesnar tirou as luvas e atacou Orton, legitimamente acertando-o com inúmeros golpes de cotovelo que fizeram Orton sangrar bastante. Lesnar continuou a atacar Orton até que os árbitros separaram os dois e Lesnar foi declarado o vencedor por nocaute técnico. Lesnar continuou a atacar Orton até que o comissário do SmackDown Shane McMahon apareceu para verificar Orton, mas Lesnar bloqueou seu caminho e o atacou com um F-5 .

## Depois do evento
Após o evento, Randy Orton recebeu dez pontos para fechar um corte na cabeça. Alegadamente, também houve um confronto nos bastidores entre Brock Lesnar e Chris Jericho. De acordo com Dave Meltzer do Wrestling Observer Newsletter, Jericho questionou o produtor da WWE Michael Hayes sobre se a finalização foi planejada ou não. Depois de não obter resposta de Hayes, Jericho ficou mais irritado. Lesnar confrontou Jericho e os dois trocaram palavras e se enroscaram contra uma parede antes de Triple H e Vince McMahon separarem a situação, com McMahon afirmando que o final foi planejado.

### Raw
Na noite seguinte no Raw, Finn Bálor desocupou o Universal Championship devido a uma lesão no ombro sofrida no SummerSlam. Na mesma noite, o Gerente Geral Mick Foley agendou uma luta Fatal 4-Way de eliminação para o Raw da próxima semana para coroar um novo campeão. Seth Rollins, Kevin Owens, Big Cass e Roman Reigns se qualificaram para a luta derrotando Sami Zayn, Neville, Rusev e Chris Jericho, respectivamente. Owens posteriormente venceu o WWE Universal Championship. Também no Raw pós-SummerSlam, Sasha Banks foi declarada fora de ação devido a uma lesão, supostamente por até dois meses. No entanto, a celebração da vitória de Charlotte foi interrompida por Bayley, que foi anunciada por Mick Foley como a mais nova membra da divisão feminina do Raw. Além disso, os Dudley Boyz anunciaram sua aposentadoria, mas foram primeiro confrontados pelos The Shining Stars e depois atacados por Luke Gallows e Karl Anderson, que colocaram D-Von em uma mesa.
Depois que o SmackDown revelou seus novos títulos no SmackDown pós-SummerSlam, o WWE Women's Championship e o WWE Tag Team Championship foram posteriormente renomeados para Raw Women's Championship e Raw Tag Team Championship, respectivamente. Além disso, as finais do Cruiserweight Classic ocorreram em 14 de setembro de 2016, e TJ Perkins venceu o WWE Cruiserweight Championship para a marca Raw.

### SmackDown
No episódio de 23 de agosto do SmackDown, AJ Styles foi declarado o desafiante #1 ao WWE World Championship no Backlash. Styles também derrotou Dolph Ziggler para impedi-lo de ser inserido na luta pelo título também.
Quando Randy Orton falou sobre sua luta contra Brock Lesnar e seu futuro, ele foi interrompido por Bray Wyatt, e os dois estavam agendados para uma luta no Backlash. Em 29 de agosto de 2016, a WWE agendou uma revanche entre Lesnar e Orton para um house show da WWE em 24 de setembro em Chicago, Illinois, onde Lesnar derrotou Orton.
Também no SmackDown seguinte, o WWE SmackDown Women's Championship e o WWE SmackDown Tag Team Championship foram revelados para a marca. As seis mulheres ativas do SmackDown estavam programadas para competir em um Six Pack Challenge de eliminação pelo título no Backlash, enquanto um torneio de duplas ocorreu nas semanas seguintes, culminando em uma luta final pelos títulos de duplas no Backlash.

## Resultados
| Nº                                          | Resultados | Estipulações                                                                                  | Tempo |
| ------------------------------------------- | --- | --------------------------------------------------------------------------------------------- | ----- |
| Pré- show                                   | American Alpha (Jason Jordan e Chad Gable), The Hype Bros (Zack Ryder e Mojo Rawley) e The Usos (Jey uso e Jimmy Uso) derrotaram Breezango (Fandango e Tyler Breeze), The Ascension (Konnor e Viktor) e The Vaudevillains (Aiden English e Simon Gotch) | Luta de sextetos                                                                              | 14:32 |
| Pré- show                                   | Sami Zayn e Neville derrotaram The Dudley Boyz (Bubba Ray Dudley e D-Von Dudley) | Luta de duplas                                                                                | 7:55  |
| Pré- show                                   | Sheamus derrotou Cesaro | Luta individual; primeira luta de uma série melhor de sete.                                   | 14:10 |
| 1                                           | Chris Jericho e Kevin Owens derrotaram Enzo Amore e Big Cass | Luta de duplas                                                                                | 12:08 |
| 2                                           | Charlotte derrotou Sasha Banks (c) | Luta individual pelo WWE Women's Championship Dana Brooke estava banida do entorno do ringue. | 13:51 |
| 3                                           | The Miz (c) (com Maryse) derrotou Apollo Crews | Luta individual pelo WWE Intercontinental Championship                                        | 5:45  |
| 4                                           | AJ Styles derrotou John Cena | Luta individual                                                                               | 23:10 |
| 5                                           | Luke Gallows e Karl Anderson derrotaram The New Day (Xavier Woods e Kofi Kingston) (c) (com Jon Stewart) por desqualificação | Luta de duplas pelo WWE Tag Team Championship                                                 | 9:09  |
| 6                                           | Dean Ambrose (c) derrotou Dolph Ziggler | Luta individual pelo WWE World Championship                                                   | 15:18 |
| 7                                           | Natalya, Alexa Bliss e Nikki Bella derrotaram Carmella, Becky Lynch e Naomi | Luta de trios                                                                                 | 11:04 |
| 8                                           | Finn Bálor derrotou Seth Rollins | Luta individual pelo novo WWE Universal Championship                                          | 19:24 |
| 9                                           | Brock Lesnar (com Paul Heyman) derrotou Randy Orton por nocaute técnico | Luta individual                                                                               | 11:45 |
| (c) – Refere-se aos campeões antes da luta. | |                                                                                               |       |